# وكر الملذات (فلم)
وكر الملذات فيلم مصري تم إنتاجه عام 1957، إخراج حسن الإمام وبطولة صباح وشكري سرحان وزوزو نبيل وحسين رياض.

## تمثيل
- صباح
- شكري سرحان
- حسين رياض
- زوزو نبيل
- وداد حمدي
- حامد مرسي

## روابط خارجية
- مقالات تستعمل روابط فنية بلا صلة مع ويكي بيانات